# 学問・理系 (2ちゃんねる・5ちゃんねるカテゴリ)
学問・理系（がくもん・りけい）は、匿名掲示板2ちゃんねる（2ちゃんねる (2ch.net)、2ちゃんねる (2ch.sc)、5ちゃんねる）のカテゴリの1つ。各種理系学問に関する板をまとめている。

## 歴史
- 1999年6月25日 - 現物理板(当時は物理、化学板)新設。
- 1999年7月 - 数学板・現生物板(当時は生物、化学板)新設。
- 1999年12月29日 - 機械・工学板(当時は機械・電子板)新設。
- 2000年1月3日 - 情報システム板新設。
- 2000年1月24日 - 土木・建築板(当時は土木・建築・DIY板)新設(DIYは後に生活カテゴリの板として分離)。
- 2000年1月26日 - シミュレート板・材料・物性板(当時は材料・物質板)新設。
- 2000年1月29日 - 天文・気象板・医歯薬看護板・航空・船舶板(当時は航空・宇宙・船舶板)新設。
- 2000年1月31日 - 理論物理板・農学板新設。
- 2000年2月15日 - 化学板新設。
- 2000年3月17日 - 理系全般板新設。
- 2000年3月23日 - 理論物理板を物理板と統合。
- 2000年11月5日 - 未来技術板新設。
- 2001年2月21日 - 野生動物板新設。
- 2002年1月17日 - 地球科学板新設。
- 2003年3月11日 - ロボットテクノロジー板新設。
- 2003年12月12日 - 電気・電子板新設。
- 2004年9月12日 - 昆虫・節足動物板新設（当時は趣味カテゴリ）。
- 2006年6月11日 - 東洋医学板新設。
- 2006年8月19日 - 情報学板新設。
- 2007年2月11日 - 日本在来の淡水魚介類・金魚板新設（当時は趣味カテゴリ）。
- 2010年11月21日 - 宇宙板新設。
- 2014年7月5日 - 植物板新設。
- 2017年7月28日 - 日本在来の淡水魚介類・金魚板と昆虫・節足動物板が趣味から学問・理系にカテゴリ変更。

## 掲示板
25個の板からなる。（2017年7月現在）

### 植物板
植物に関する話題を扱う板。

### 理系全般板
正式名称は「理系全般＠2ch掲示板」。主に理系大学の雑談から質問までを扱う。理系全般という名を冠しているが、専門的な話題は各専門板（物理板、生物板など）で扱うことになっている。

#### 板の歴史
- 2000年3月17日 - 2ch.serverサーバ上に新設。
- 2001年6月20日 - ebiサーバ上に移転。
- 2002年4月14日 - cocoaサーバに移転。
- 2002年5月5日 - scienceサーバに移転。
- 2003年11月23日 - science2サーバに移転。
- 2004年5月23日 - science3サーバに移転。
- 2005年8月31日 - science4サーバに移転。
- 2007年1月10日 - science5サーバに移転。
- 2007年2月23日 - science6サーバに移転。
- 2010年8月2日 - kamomeサーバに移転。

### 物理板
物理学に関する話題を扱う板。

#### 板の歴史
- 1999年6月25日 - cheeseサーバ上に新設。
- 2002年4月15日 - nattoサーバに移転。
- 2002年5月5日 - scienceサーバに移転。
- 2003年11月23日 - science2サーバに移転。
- 2004年5月23日 - science3サーバに移転。
- 2005年8月31日 - science4サーバに移転。
- 2007年1月10日 - science5サーバに移転。
- 2007年2月23日 - science6サーバに移転。
- 2010年8月2日 - kamomeサーバに移転。

### 生物板
生物学に関する話題を扱う板。

#### 板の歴史
- 1999年7月 - cheeseサーバ上に新設。
- 2002年4月15日 - nattoサーバに移転。
- 2002年5月5日 - scienceサーバに移転。
- 2003年11月23日 - science2サーバに移転。
- 2004年5月23日 - science3サーバに移転。
- 2005年8月31日 - science4サーバに移転。
- 2007年1月10日 - science5サーバに移転。
- 2007年2月23日 - science6サーバに移転。
- 2010年8月2日 - kamomeサーバに移転。

### 化学板
化学に関する話題を扱う板。

#### 板の歴史
- 2000年2月15日 - mentaiサーバ上に新設。
- 2002年5月5日 - scienceサーバに移転。
- 2003年11月23日 - science2サーバに移転。
- 2004年5月23日 - science3サーバに移転。
- 2005年8月31日 - science4サーバに移転。
- 2007年1月10日 - science5サーバに移転。
- 2007年2月23日 - science6サーバに移転。
- 2010年8月2日 - kamomeサーバに移転。

### 機械・工学板
機械工学及び機械に関する話題を扱う板。

#### 板の歴史
- 1999年12月29日 - mentaiサーバ上に新設。
- 2002年5月5日 - scienceサーバに移転。
- 2003年11月23日 - science2サーバに移転。
- 2004年5月23日 - science3サーバに移転。
- 2005年8月31日 - science4サーバに移転。
- 2007年1月10日 - science5サーバに移転。
- 2007年2月23日 - science6サーバに移転。
- 2010年8月2日 - kamomeサーバに移転。

### 電気・電子板
電気工学、電子工学に関する話題を扱う板。

#### 板の歴史
- 2003年12月12日 - science2サーバ上に新設。
- 2004年5月23日 - science3サーバに移転。
- 2005年8月31日 - science4サーバに移転。
- 2007年1月10日 - science5サーバに移転。
- 2007年2月23日 - science6サーバに移転。
- 2010年8月2日 - kamomeサーバに移転。

### ロボット技術板
ロボット技術に関する話題を扱う板。正式名称はロボットテクノロジー＠2ch掲示板。
ロボットに関連する話題の中でも、アニメ、特撮、ゲーム等に関する話題は禁止で、ロボット工学、制御工学に関する話題について議論する板である。開設前まで、機械工学板や電気電子板、未来技術板などに分散気味であった、ロボットに関連する話題を統括している。このほか、ROBO-ONEや高専ロボコンなどを始めとするロボット競技(ロボコン)に関しての話題についても扱っている。
なお、ロボット関連のゲームについてはロボットゲー板及び対応するハードを取り扱う板で扱う。

#### 板の歴史
- 2003年3月11日 - thatサーバ上に新設。
- 2004年3月23日 - that2サーバに移転。
- 2004年5月10日 - that3サーバに移転。
- 2005年11月17日 - that4サーバに移転。
- 2007年1月11日 - science5サーバに移転。
- 2007年2月23日 - science6サーバに移転。
- 2010年8月2日 - kamomeサーバに移転。

### 情報システム板
情報システム工学や情報系の企業に関する話題を扱う板。

#### 板の歴史
- 2000年1月3日 - mentaiサーバ上に新設。
- 2002年5月5日 - scienceサーバに移転。
- 2003年11月23日 - science2サーバに移転。
- 2004年5月23日 - science3サーバに移転。
- 2005年8月31日 - science4サーバに移転。
- 2007年1月10日 - science5サーバに移転。
- 2007年2月23日 - science6サーバに移転。
- 2010年8月2日 - kamomeサーバに移転。

### 情報学板
情報学に関する話題を扱う板。

#### 板の歴史
- 2006年8月19日 - science4サーバ上に新設。
- 2007年1月10日 - science5サーバに移転。
- 2007年2月23日 - science6サーバに移転。
- 2010年8月2日 - kamomeサーバに移転。

### シミュレート板
シミュレーションに関する話題を扱う板。

#### 板の歴史
- 2000年1月26日 - mentaiサーバ上に新設。
- 2002年5月5日 - scienceサーバに移転。
- 2003年11月23日 - science2サーバに移転。
- 2004年5月23日 - science3サーバに移転。
- 2005年8月31日 - science4サーバに移転。
- 2007年1月10日 - science5サーバに移転。
- 2007年2月23日 - science6サーバに移転。
- 2010年8月2日 - kamomeサーバに移転。

### 農学板
農学に関する話題を扱う板。

#### 板の歴史
- 2000年1月31日 - mentaiサーバ上に新設。
- 2002年5月5日 - scienceサーバに移転。
- 2003年11月23日 - science2サーバに移転。
- 2004年5月23日 - science3サーバに移転。
- 2005年8月31日 - science4サーバに移転。
- 2007年1月10日 - science5サーバに移転。
- 2007年2月23日 - science6サーバに移転。
- 2010年8月2日 - kamomeサーバに移転。

### 天文・気象板
天文学、気象学に関する話題を扱う板。正式名称は「天文・気象＠2ch掲示板」。
普段は他の学問板と同じく専門的なレスが多いが、台風の上陸または接近、非豪雪地帯での大雪などの異常気象、日食・月食などの稀な現象が起こった場合、時にはいつもの10倍近くのレス数に達することがある。その他、天体観望が好きな人なども利用する。

#### 板の歴史
- 2000年1月29日 - mentaiサーバ上に新設。
- 2002年5月5日 - scienceサーバに移転。
- 2003年11月23日 - science2サーバに移転。
- 2004年5月23日 - science3サーバに移転。
- 2005年8月31日 - science4サーバに移転。
- 2007年1月10日 - science5サーバに移転。
- 2007年2月23日 - science6サーバに移転。
- 2010年8月2日 - kamomeサーバに移転。

### 宇宙板
宇宙に関する話題を扱う板。

#### 板の歴史
- 2010年11月21日 - hatoサーバ上に新設。

### 医歯薬看護板
医学、歯学、薬学、看護学など医療系分野の研究・臨床・教育に関する学術的な話題を扱う板。

#### 板の歴史
- 2000年1月29日 - mentaiサーバ上に新設。
- 2001年1月26日 - salamiサーバ上に新設。
- 2001年4月15日 - nattoサーバに移転。
- 2002年1月3日 - schoolサーバに移転。
- 2004年3月22日 - school2サーバに移転。
- 2004年5月22日 - school3サーバに移転。
- 2004年6月1日 - school4サーバに移転。
- 2005年6月24日 - school5サーバに移転。
- 2007年1月20日 - school6サーバに移転。
- 2007年4月9日 - school7サーバに移転。
- 2008年8月23日 - namidameサーバに移転。
- 2010年7月31日 - yuzuruサーバに移転。

### 東洋医学板
東洋医学に関する話題を扱う板。

#### 板の歴史
- 2006年6月11日 - science4サーバに移転。
- 2007年1月10日 - science5サーバに移転。
- 2007年2月23日 - science6サーバに移転。
- 2010年8月2日 - kamomeサーバに移転。

### 数学板
数学に関する話題を扱う板。

#### 板の歴史
- 1999年7月 - cheeseサーバ上に新設。
- 2002年4月15日 - nattoサーバに移転。
- 2002年5月5日 - scienceサーバに移転。
- 2003年11月23日 - science2サーバに移転。
- 2004年5月23日 - science3サーバに移転。
- 2005年8月31日 - science4サーバに移転。
- 2007年1月10日 - science5サーバに移転。
- 2007年2月23日 - science6サーバに移転。
- 2010年8月2日 - kamomeサーバに移転。

### 土木・建築板
土木、建築学に関する話題を扱う板。

#### 板の歴史
- 2000年1月24日 - mentaiサーバ上に新設。
- 2002年5月5日 - scienceサーバに移転。
- 2003年11月23日 - science2サーバに移転。
- 2004年5月23日 - science3サーバに移転。
- 2005年8月31日 - science4サーバに移転。
- 2007年1月10日 - science5サーバに移転。
- 2007年2月23日 - science6サーバに移転。
- 2010年8月2日 - kamomeサーバに移転。

### 材料・物性板
材料工学、物性物理学に関する話題を扱う板。主に化学物質や金属などの雑談から質問までを扱う。
正式名称は「材料・物性＠2ch掲示板」。通称「マ（テリアル）板」。極めて専門的かつ学術的な内容を取り扱うためか利用者も限られ、一時は「2chで最も寂れた板」として数々の噂や伝説を誇った。

#### 板の歴史
- 2000年1月26日 - mentaiサーバ上に新設。
- 2002年5月5日 - scienceサーバに移転。
- 2003年11月23日 - science2サーバに移転。
- 2004年5月23日 - science3サーバに移転。
- 2005年8月31日 - science4サーバに移転。
- 2007年1月10日 - science5サーバに移転。
- 2007年2月23日 - science6サーバに移転。
- 2010年8月2日 - kamomeサーバに移転。

### 航空・船舶板
航空 宇宙工学、船舶 海洋工学に関する話題を扱う板。開設当初は航空・宇宙・船舶板であった。
その実体は、旅客便、旅行愛好者や飛行機マニアで占められており、学術的な話題は極めて少ない。

#### 板の歴史
- 2000年1月29日 - mentaiサーバ上に新設。
- 2002年5月5日 - scienceサーバに移転。
- 2003年1月17日 - travelサーバに移転。
- 2004年5月11日 - travel2サーバに移転。
- 2007年1月11日 - travel3サーバに移転。
- 2007年4月9日 - love6サーバに移転。
- 2010年8月2日 - kamomeサーバに移転。

### 未来技術板
未来の技術に関する話題を扱う板。

#### 板の歴史
- 2000年11月5日 - saladサーバ上に新設。
- 2002年1月3日 - caramelサーバに移転。
- 2002年5月5日 - scienceサーバに移転。
- 2003年11月23日 - science2サーバに移転。
- 2004年5月23日 - science3サーバに移転。
- 2005年8月31日 - science4サーバに移転。
- 2007年1月10日 - science5サーバに移転。
- 2007年2月23日 - science6サーバに移転。
- 2010年8月2日 - kamomeサーバに移転。

### 野生動物板
野生動物に関する話題を扱う板。

#### 板の歴史
- 2001年2月21日 - cornサーバ上に新設。
- 2001年9月28日 - ebiサーバに移転。
- 2002年1月3日 - caramelサーバに移転。
- 2002年5月5日 - scienceサーバに移転。
- 2003年11月23日 - science2サーバに移転。
- 2004年5月23日 - science3サーバに移転。
- 2005年8月31日 - science4サーバに移転。
- 2007年1月10日 - science5サーバに移転。
- 2007年2月23日 - science6サーバに移転。
- 2010年8月2日 - kamomeサーバに移転。

### 地球科学板
地球科学に関する話題を扱う板。

#### 板の歴史
- 2002年1月17日 - kabaサーバ上に新設。
- 2002年5月5日 - scienceサーバに移転。
- 2003年11月23日 - science2サーバに移転。
- 2004年5月23日 - science3サーバに移転。
- 2005年8月31日 - science4サーバに移転。
- 2007年1月10日 - science5サーバに移転。
- 2007年2月23日 - science6サーバに移転。
- 2010年8月2日 - kamomeサーバに移転。

### 日本の淡水魚・金魚板
日本在来種の淡水魚介類・金魚・錦鯉の、生態・飼育・鑑賞・歴史・伝統面・文化面・学術面・産業面・関連商品・関連イベント等を総合的に扱う板。

日本に生息している淡水魚介類でも、外来種の話題は板違いである。

学問・学術面が主体の板だが、趣味的な側面から語ることも可能。

元々は日本の淡水魚板と金魚・錦鯉板で別々に申請されていたが、板作成時に両者は1つにまとめられた。

そのため、錦鯉の話題も板内で扱える。
2008年7月19日には日本在来の淡水魚介類・金魚に板名を改称、ローカルルールも制定された。
2017年7月28日 - 「趣味」から「学問・理系」にカテゴリ変更。

### 昆虫・節足動物板
昆虫や節足動物に関する話題を扱う板。

地域特有の昆虫の話題を扱ったスレも立てられている。

2004年9月12日に昆虫(仮)＠2ch掲示板として設置され、2008年9月に板名が現在の昆虫・節足動物＠2ch掲示板へ改名された。

害虫としての話題であれば、本板ではなく害虫害獣対策板でスレッドを立てる必要がある。
2017年7月28日 - 「趣味」から「学問・理系」にカテゴリ変更。